# Кхомане, Папи
Папи́ Кхома́не (англ. Papi Khomane; 31 января 1975, ЮАР — 25 ноября 2023, Хейдельберг, Гаутенг) — южноафриканский футболист, играл на позиции защитника. Играл в национальной сборной.

## Биография

### Игровая карьера
Кхомане начинал карьеру в клубе «Джомо Космос», за который играл в течение четырёх сезонов. Затем он перешёл в «Орландо Пайретс», в составе которого играл девять сезонов, выиграв 2 Кубка ЮАР и 2 чемпионских титула в составе этой команды.
В составе сборной ЮАР принимал участие на Кубке африканской наций 2000 года, на котором завоевал бронзовые медали.

### Смерть
Погиб 25 ноября 2023 года в ДТП вместе с матерью и шурином, когда их автомобиль направлялся в Ньюкасл (Квазулу-Натал). Как сообщил позже отец футболиста, в ближайшую больницу все три пассажира были доставлены мёртвыми

## Достижения
«Орландо Пайретс»
- Чемпион ЮАР (2) : 2000/2001, 2002/2003
- Обладатель Кубка ЮАР (2): 2000/2001, 2002/2003